# ميشيل بوير
ميشيل بوير هي لاعب هوكي الحقل كندية، ولدت في 25 يونيو 1976.